# Ferenc Nemeth
Ne pas confondre avec le champion olympique de pentathlon Ferenc Németh.
Ferenc Nemeth, né en 1976, est un batteur et compositeur de jazz hongrois.

## Biographie
Ferenc Nemeth est né à Keszthely, en Hongrie. Il quitte la maison familiale à l'âge de 14 ans pour étudier les percussions classiques au conservatoire János Richter de Győr.
Il entre à l'université de musique Franz-Liszt de Budapest et reçoit une bourse pour entrer au Berklee College of Music à Boston. Il entre ensuite au New England Conservatory of Music. En 2001 il est admis au Thelonious Monk Institute of Jazz à l'université Loyola de La Nouvelle-Orléans, où il poursuit ses études jusqu'en 2003.
Il a joué avec des musiciens tels que Herbie Hancock, Wayne Shorter, Christian McBride, John Patitucci, Terence Blanchard, John Abercrombie, Dave Samuels, Mark Turner, Ron McClure, Chris Cheek, Aaron Goldberg, Eli Degibri.
Il est en outre membre du trio Gilfema avec Lionel Loueke et Massimo Biolcati. Son album Night Songs a été nommé lors du 7e Independent Music Awards (en) dans la catégorie album jazz de l'année.

## Discographie

### En tant que leader
- Night Songs, Dreamer's Collective Records (2007)
- Javier Vercher-Ferenc Nemeth : Wheel of Time, Fresh Sound (2007)

### En tant que membre de Gilfema
- Gilfema + 2, ObliqSound (2008),
- Gilfema, ObliqSound (2005)

### En tant que sideman
- Tom Beckham : Rebound, Apria Records (2008)
- Elio Villafranca Quartet : The Source In Between, Ceiba Tree Music (2008)
- Lionel Loueke : Karibu, Blue Note Records(2008)
- Lionel Loueke : Virgin Forest, ObliqSound (2006)
- Luca Lo Bianco : La Scomparsa di Majorana, Silta Records (2006)
- Greg Lamy : What Are You Afraid Of? (2006)
- Compilation : The ObliqSound Remixes Vol. 2, ObliqSound (2006)
- Felly K : Far Away, Argus Film and Art (2006)
- Francisco Pais Quintet : Not Afraid of Color, Fresh Sound (2006)
- Emmanuel Vaughan-Lee Quintet : Borrowed Time, Fresh Sound (2005)
- Grand Pianoramax : Grand Pianoramax, ObliqSound (2004)
- Kalman Olah Trio : Contrasts & Parallels, MA Recordings (2003)
- Olivier Manchon Quartet : En Route… (2003)
- Sebastian Noelle Quartet : Freedom Trail (2002)
- Francesco Guaiana Trio : Nojaz, Exaudi Records (2002)
- Emmanuel Vaughan-Lee Quintet : Previous Misconceptions (2001)
- Santa Fe Chamber Music Festival feat. Terence Blanchard & Dave Grusin (2001)
- Martin Buergi feat. Dave Samuels : The End of a Love Affair, Altrisuoni (2001)
- Pal Vasvari feat. Dave Samuels & Alex Acuna : Tales of The Princess, Partizan Records (2001)
- Berklee Studio Production Projects, Berklee (2000)
- Michael Cohen : Michael Cohen (2000)
- Ben Adams Quartet : The Figured Wheel, Tonic Productions Corp. (2000)
- Seung-Hee Han : With Every Breath I Take (1999)
- Janos Egri : Moods, Infoimpress (1998)
- Som Lajos & Zavodi Janos : Szaz Ev Zene, Royal Records (1997)
- In Line feat. Dave Samuels : Twins, Royal Records (1996)